# Декан (длъжност)
Вижте пояснителната страница за други значения на Декан.
Дека̀нът (от гръцки: δέκα – десет; буквално: десетник) е ръководител на основно учебно звено във висше училище, обикновено на факултет в университет. Ръководи учебната, възпитателната и научната работа във факултета.
Длъжността може да се заема от хабилитиран преподавател (професор или доцент). Обикновено деканът се избира от факултетния съвет. В зависимост от приетата процедура може да се утвърждава от ректора на университета.
Деканът се подпомага организационно от деканат в управлението на факултета, оглавяван от него. Деканатът изпълнява функции по координация и административно осигуряване на учебния процес, в него се съставя разпис на учебните занятия. Деканът, с помощта на деканата и ръководствата на катедрите, контролира работата на преподавателите и студентите.
В някои страни терминът се използва и за средни училища. Среща се и в католицизма, където деканът изпълнява административни и пастирски функции по отношение на деканата (част от енориите в епархията).